# Lukas Sandell
Lukas Sandell (* 3. Februar 1997 in Eslöv) ist ein schwedischer Handballspieler, auf der Position Rückraum rechts, der in der Bundesliga für die Rhein-Neckar-Löwen und in der schwedischen Nationalmannschaft spielt.

## Karriere

### Im Verein
Sandell begann das Handballspielen bei Eslövs HF. Im Jahr 2013 wechselte der Rückraumspieler zu Ystads IF HF. Für die Herrenmannschaft von Ystads ging er ab der Saison 2014/15 in der Elitserien auf Torejagd. Ab dem Jahr 2015 spielte Sandell gemeinsam mit dem schwedischen Nationalspieler Kim Andersson auf der rechten Rückraumposition. Um mehr Spielanteile zu erhalten, wechselte der Linkshänder im Jahr 2018 zum norwegischen Erstligisten Elverum Håndball. Mit Elverum gewann er 2018 und 2019 den norwegischen Pokal sowie 2019 und 2020 die norwegische Meisterschaft.
Sandell wechselte im Sommer 2020 zum dänischen Erstligisten Aalborg Håndbold. Mit Aalborg stand er in seiner ersten Saison im Finale der EHF Champions League, das mit 23:36 gegen die spanische Mannschaft FC Barcelona verloren wurde. Sandell war mit 8 Toren bester Torschütze der Dänen. Nur wenige Tage später gewann er mit Aalborg das entscheidende Finalspiel um die dänische Meisterschaft und den im März 2022 ausgetragenen dänischen Pokal der Saison 2020/21. Jeweils zu Beginn der Saisons gewann er 2020, 2021 und 2022 mit Aalborg den dänischen Supercup.
Zur Saison 2023/24 wechselte er zum ungarischen Rekordmeister Telekom Veszprém. Mit Veszprém gewann er 2024 den ungarischen Pokal, 2024 und 2025 die ungarische Meisterschaft und 2024 die Vereinsweltmeisterschaft. Im Juli 2025 wurde sein Vertrag vorzeitig aufgelöst und er wechselte für ein Jahr in die deutsche Bundesliga zu den Rhein-Neckar-Löwen.

### In der Nationalmannschaft
Lukas Sandell startete seine Nationalmannschaftskarriere in der schwedischen Jugendnationalmannschaft mit zwei fünften Plätzen bei der U-18-Europameisterschaft 2014 in Polen und der U-19-Weltmeisterschaft 2015 in Russland. Mit der Juniorennationalmannschaft belegte er die Plätze neun bei der U-20-Europameisterschaft 2016 in Kroatien und fünfzehn bei der U-21-Weltmeisterschaft 2017 in Algerien.
Sandell bestritt am 14. Januar 2021 beim Auftaktspiel der schwedischen A-Nationalmannschaft bei der Weltmeisterschaft 2021 sein Länderspieldebüt gegen Nordmazedonien. Mit Schweden gewann er bei diesem Turnier die Silbermedaille. Sandell nahm mit Schweden an den Olympischen Spielen in Tokio teil. Bei der Europameisterschaft 2022 bestritt er sieben von neun Spielen auf dem Weg zum Titelgewinn und warf dabei 16 Tore. Das Halbfinale und das Finale verpasste er auf Grund eines positiven COVID-19-Tests. Beim Gewinn der Bronzemedaille bei der Europameisterschaft 2024 bestritt er alle neun Spiele und warf 25 Tore. Auch bei seinen zweiten Olympischen Spielen 2024 in Paris schied er mit Schweden knapp im Viertelfinale aus, Sandell erzielte 18 Tore in sechs Spielen. Bei der Weltmeisterschaft 2025 warf er 14 Tore in sechs Spielen und belegte mit dem Team den 14. Platz.

### Saisonbilanzen
| Saison          | Verein           | Liga            | Spiele | Tore | 7 m | Feldtore |
| --------------- | ---------------- | --------------- | ------ | ---- | --- | -------- |
| 2014/15         | Ystads IF HF     | Handbollsligan1 | 12     | 5    | 0   | 5        |
| 2015/16         | Ystads IF HF     | Handbollsligan  | 23     | 36   | 0   | 36       |
| 2016/17         | Ystads IF HF     | Handbollsligan1 | 40     | 71   | 0   | 71       |
| 2017/18         | Ystads IF HF     | Handbollsligan1 | 40     | 106  | 0   | 106      |
| 2018/19         | Elverum Håndball | Eliteserien1    | 30     | 132  | 4   | 128      |
| 2019/20         | Elverum Håndball | Eliteserien     | 21     | 105  | 21  | 84       |
| 2020/21         | Aalborg Håndbold | Håndboldligaen1 | 36     | 177  | 0   | 177      |
| 2021/22         | Aalborg Håndbold | Håndboldligaen1 | 30     | 151  | 0   | 151      |
| 2022/23         | Aalborg Håndbold | Håndboldligaen1 | 32     | 137  | 0   | 137      |
| 2023/24         | KC Veszprém      | NB 1            | 26     | 70   | 0   | 70       |
| 2024/25         | KC Veszprém      | NB 1            | 26     | 79   | 0   | 79       |
| Karriere gesamt | Karriere gesamt  | Karriere gesamt | 316    | 1069 | 25  | 1044     |

1Anmk.: Spiele und Tore inkl. Meisterrunde.